# Gare d'Épône - Mézières
La gare d'Épône - Mézières est une gare ferroviaire française des lignes de Paris-Saint-Lazare au Havre et de Plaisir - Grignon à Épône - Mézières, située sur le territoire des communes d'Épône et de Mézières-sur-Seine, dans le département des Yvelines, en région Île-de-France.
C'est une gare de la Société nationale des chemins de fer français (SNCF) desservie par les trains de la ligne N du Transilien (réseau Paris-Montparnasse) et par les trains de la ligne J du Transilien (réseau Paris-Saint-Lazare).

## Situation ferroviaire
Établie à 22 mètres d'altitude, la gare d'Épône - Mézières est située au point kilométrique (PK) 48,643 de la ligne de Paris-Saint-Lazare au Havre, entre les gares d'Aubergenville-Élisabethville et de Mantes-Station.
Gare de bifurcation, elle est également l'aboutissement au PK 52,268 de la ligne de Plaisir - Grignon à Épône - Mézières, elle est précédée par la gare de Nézel - Aulnay.

## Histoire
La gare d'Épône - Mézières a été inaugurée en même temps que la ligne de Paris à Rouen le 4 mai 1843 et le premier train régulier a desservi la gare le 9 mai.
En juillet 1883, la gare devient le terminus d'une ligne de tramway à voie métrique et à voie unique reliant Épône à Mareil-sur-Mauldre. Il s'agissait d'un premier tronçon exploité dans le cadre d'une concession Versailles - Épône par la « société des chemins de fer sur route ».
Le 30 août 1900, la gare est desservie par une nouvelle ligne à voie normale en provenance de Plaisir - Grignon sur la ligne de Saint-Cyr à Surdon parcourue par les relations Paris - Dreux. Lors de la crue de la Seine de janvier 1910, la gare se trouve en zone inondée et l'eau recouvre les voies.

Vues de la gare au début du XXe siècle
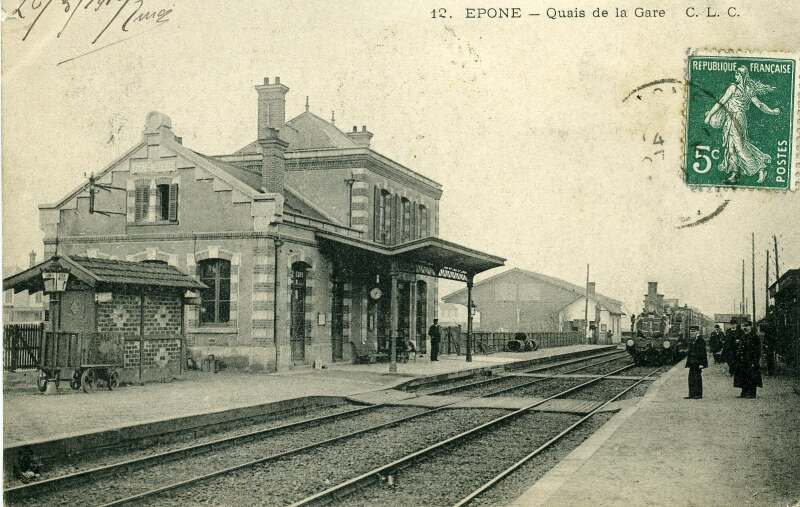
Vers 1900.
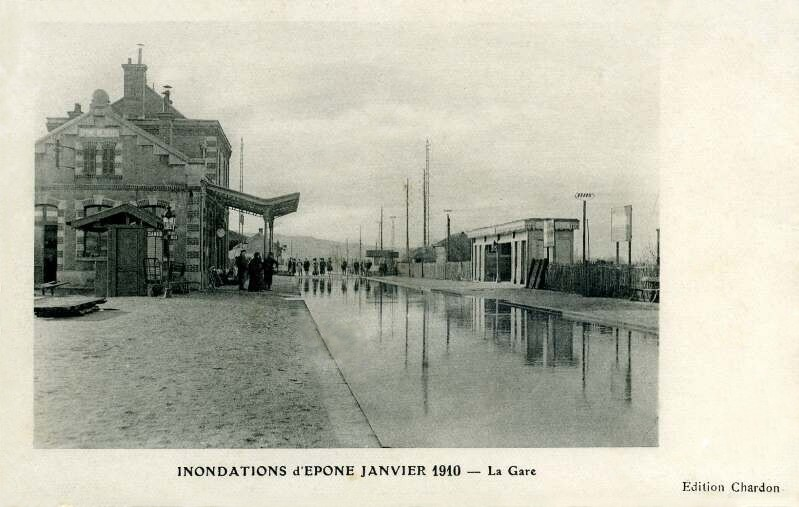
Inondation en 1910.

En juin 1918, un tamponnement en gare d'Épône - Mézières entre un train militaire et un train de matériel vide provoque la mort de deux soldats britanniques.
Le bâtiment voyageurs, détruit pendant la Seconde Guerre mondiale, a été reconstruit après guerre.
Le 31 décembre 2004, la gare a été fermée aux transports de fret.
En 2011, des travaux de rénovation de la passerelle voyageurs sont engagés. Ces travaux, d'un montant d'environ 0,75 million d'euros, sont financés à parts égales par le STIF et la région Île-de-France.

## Installations

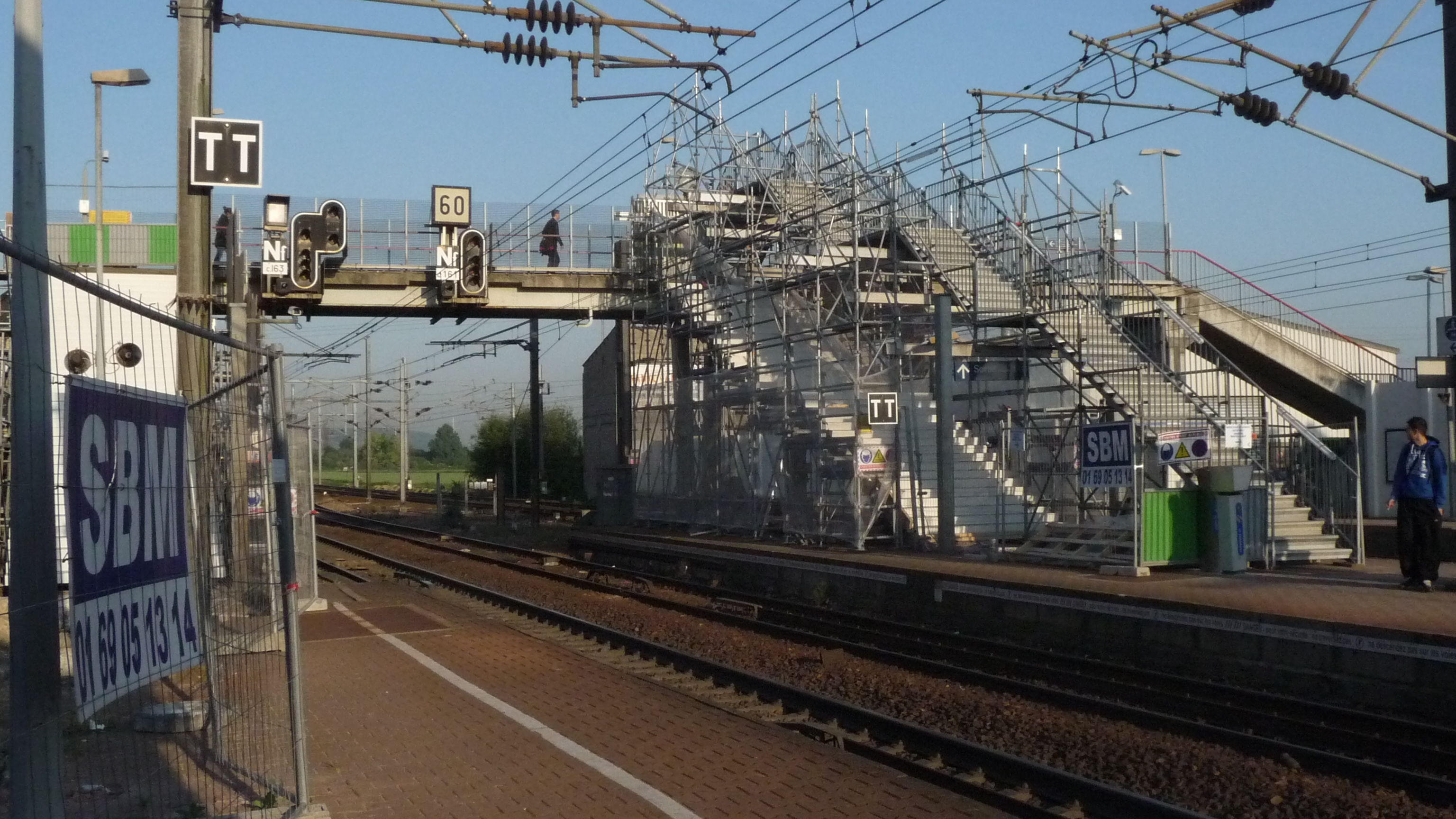
Passerelle en cours de travaux en 2011.

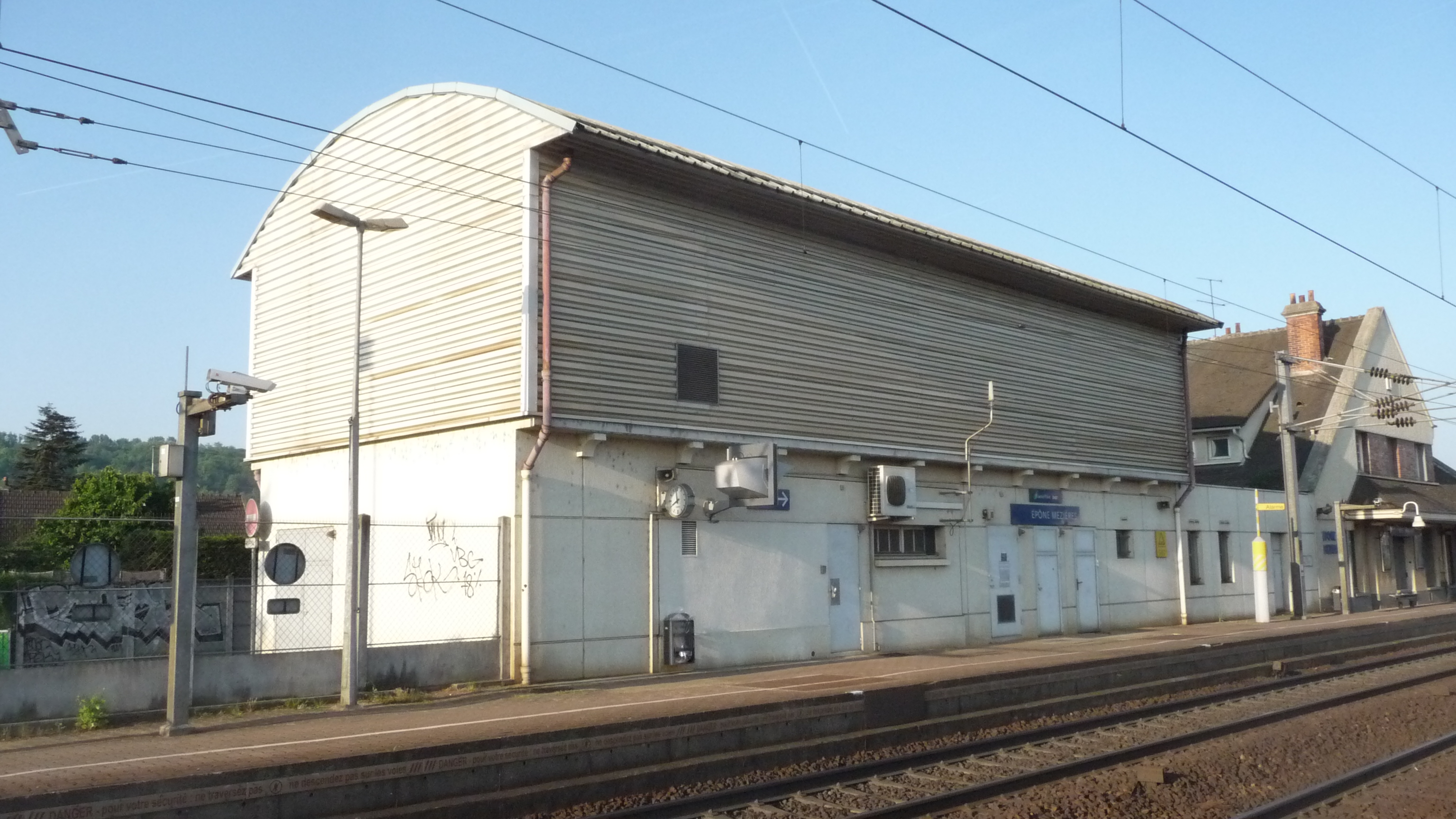
Bâtiment technique.

La gare d'Épône - Mézières compte quatre voies et trois quais, deux voies « lentes » encadrant un quai central, et deux voies « rapides » où circulent les trains sans arrêt, desservies par les quais extérieurs, disposition fréquente dans les gares de banlieue. Une passerelle surélevée, remplaçant un ancien passage à niveau, permet  aux voyageurs d'accéder au quai central et au quai 2 situé à l'opposé du bâtiment voyageurs, et aux habitants du quartier de traverser la gare.
Près du bâtiment voyageurs se trouve un bâtiment technique, sans ouvertures et recouvert de bardage métallique. Ce bâtiment, qui abrite les installations de télécommande des appareils de voie, a été construit lors de la création de la troisième voie entre Aubergenville-Élisabethville et Épône-Mézières dans les années 1990.
La gare a été fermée au service des marchandises le 31 décembre 2004. Il subsiste l'ancienne halle à marchandises mais la cour de débord a été transformée en parc de stationnement dans les années 1960.
Un embranchement particulier qui desservait la zone industrielle voisine est hors-service.
À un peu plus d'un kilomètre et demi à l'est de la gare se trouve le raccordement d'Épône entre la bifurcation de la Butte-des-Graviers, située au PK 46,947 de la ligne de Paris-Saint-Lazare au Havre et la bifurcation des Étumières, située au PK 50,612 de la ligne de Plaisir - Grignon à Épône - Mézières. Il est très utilisé par les trains de fret et permet en particulier à ceux en provenance d'Achères de rejoindre Trappes et vice-versa sans rebroussement à Épône - Mézières.

## Fréquentation
De 2015 à 2023, selon les estimations de la SNCF, la fréquentation annuelle de la gare s'élève aux nombres indiqués dans le tableau ci-dessous.
| Année     | 2015      | 2016      | 2017      | 2018      | 2019      | 2020    | 2021    | 2022      | 2023      |
| --------- | --------- | --------- | --------- | --------- | --------- | ------- | ------- | --------- | --------- |
| Voyageurs | 1 388 532 | 1 293 560 | 1 205 405 | 1 107 734 | 1 023 974 | 430 031 | 926 054 | 1 243 300 | 1 414 302 |

## Service des voyageurs

### Accueil

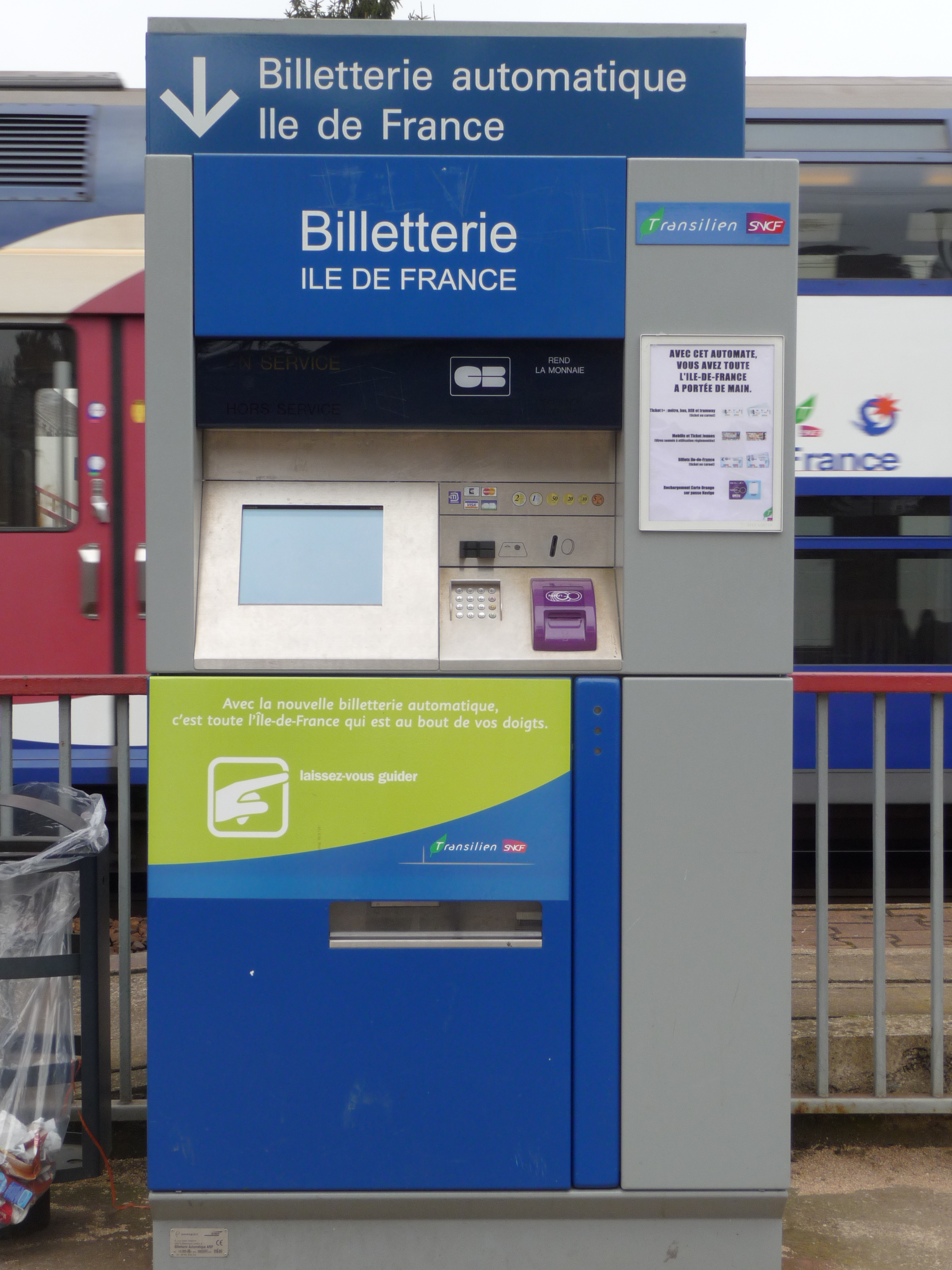
Automate.

Le bâtiment voyageurs dispose d'une salle d'attente et d'un guichet fermé par une vitre. Ce guichet assure uniquement la vente des billets pour les services de banlieue. Les clients désirant des réservations ou des billets pour les services dits de « grandes lignes », nationaux ou internationaux, doivent se rendre dans une gare équipée (la plus proche est celle de Mantes-la-Jolie) ou utiliser Internet.
À l'extérieur du bâtiment voyageurs se trouvent un distributeur automatique de billets (DAB), utilisable seulement pour les services de banlieue, ainsi que deux appareils servant à composter les billets, l'un sur le quai 1 et l'autre sur le quai central.
La gare est équipée d'un quai central et de deux quais latéraux qui sont encadrés par quatre voies. Le changement de quai se fait par une passerelle métallique. Le quai central et le quai 2 sont équipés d'abris parapluie.

### Dessertes
La gare est desservie par : des trains de la ligne J du Transilien, en provenance ou à destination de Paris-Saint-Lazare, à raison d'un train à la demi-heure aux heures creuses et d'un train toutes les vingt minutes aux heures de pointe ; des trains de la ligne N du Transilien (branche Paris-Montparnasse - Mantes-la-Jolie), à raison d'un train toutes les heures, sauf aux heures de pointe où la fréquence est d'un train toutes les 30 minutes.
Le temps de trajet est d'environ 6 minutes depuis Mantes-la-Jolie et d'un peu plus d'une heure depuis Paris-Montparnasse.

Installations et desserte
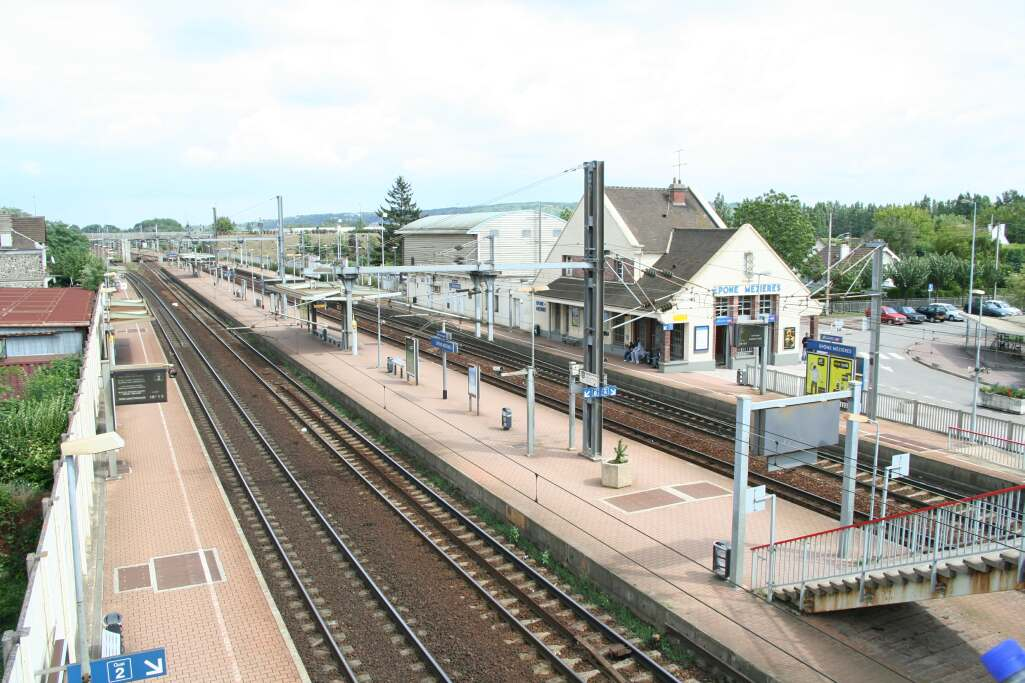
En 2006.
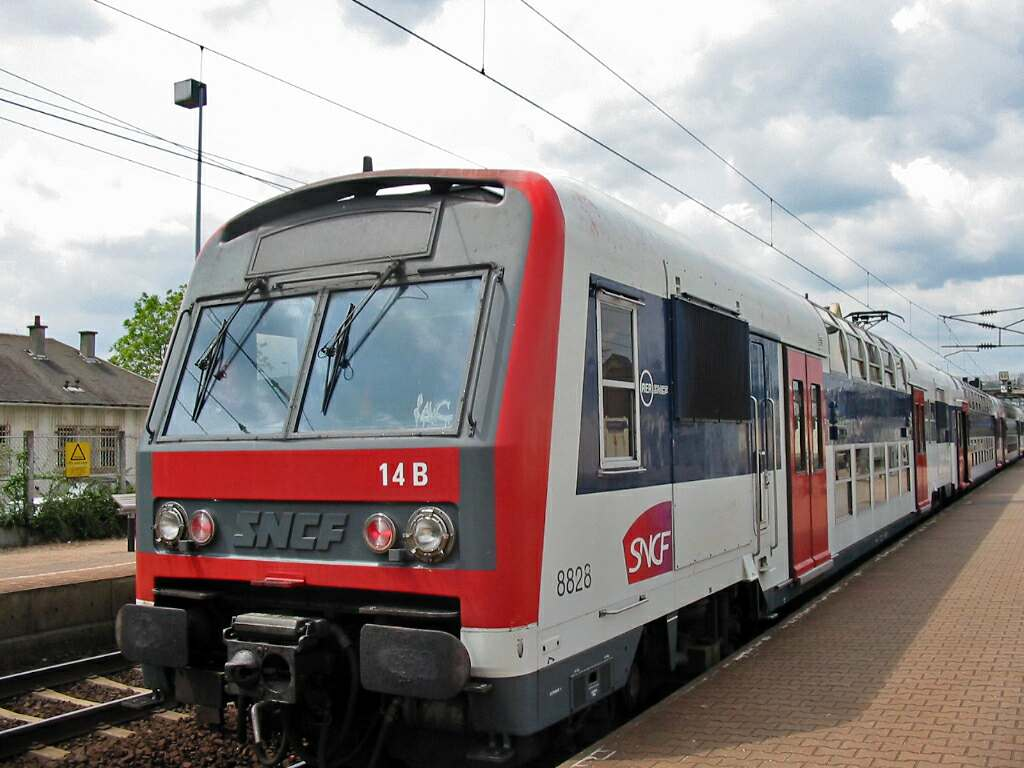
En 2006.
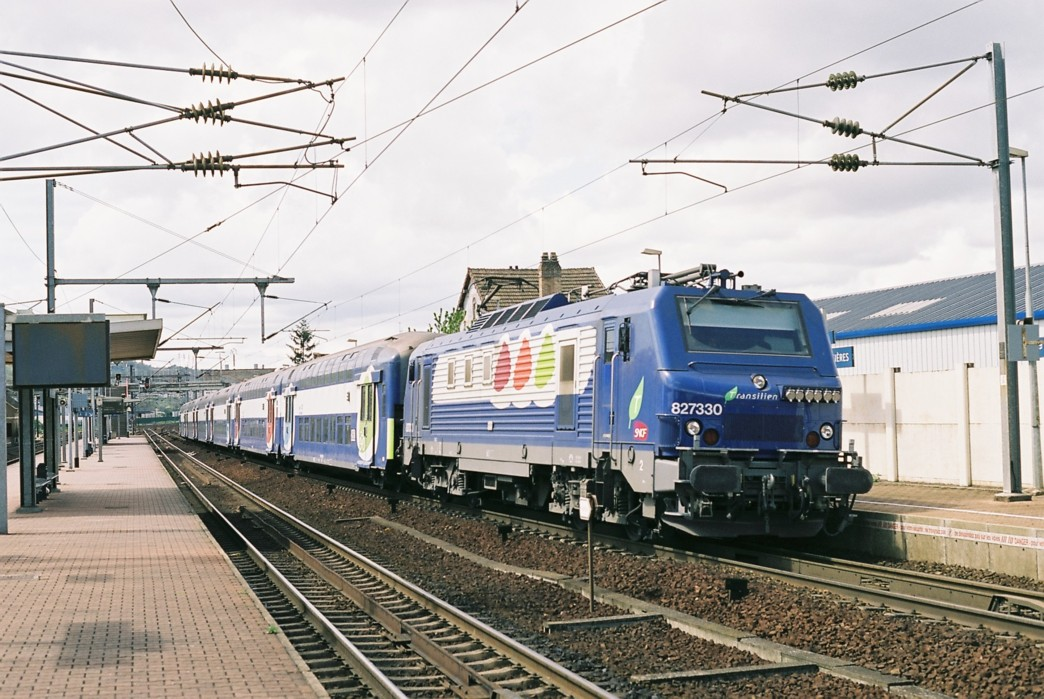
En 2008.

### Intermodalité
La gare d'Épône - Mézières dispose de deux parcs relais de stationnement gratuits, situés du côté sud des voies, de part et d'autre de la gare. Leur capacité totale est d'environ 500 places.
La gare est desservie par les lignes 44, 45, 81, 82, 88C et le service de transport à la demande du réseau de bus du Mantois et par la ligne 5116 du réseau de bus Île-de-France Ouest.

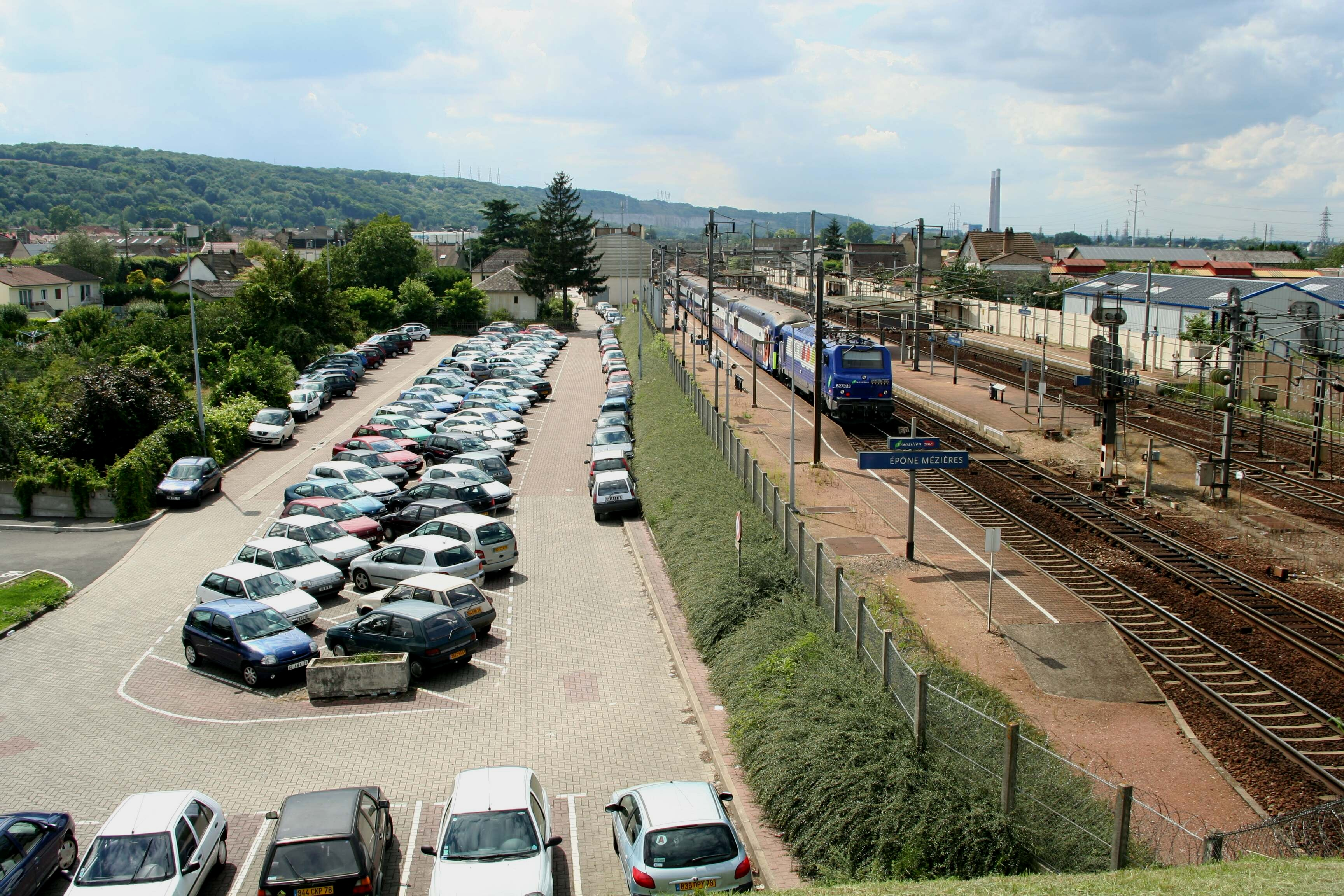
Parking côté est.
Lignes de bus urbains.

## Projet Eole
Depuis septembre 2019, la gare est en travaux afin de l'adapter et la moderniser pour l'arrivée du RER E, vers 2027-2029. Pour cela, les quais doivent être rehaussés et allongés, de nouveaux abris doivent être installés et une nouvelle passerelle avec ascenseurs doit être construite du côté est de la gare.